# Violet Manners
Marion Margaret Violet Manners, duquesa de Rutland (nacida Lindsay; 7 de marzo de 1856 - 22 de diciembre de 1937) fue una artista y noble británica.  
Aunque no tenía entrenamiento formal como artista, la duquesa pintó retratos de su círculo social. Muchas de sus obras se presentaron en varias exhibiciones de arte importantes en el Reino Unido, incluida la Galería Grosvenor, la Real Academia de Artes y la Nueva Galería. Violet también fue un miembro destacado de The Souls, un círculo social aristocrático que favorecía las búsquedas intelectuales y los gustos artísticos de vanguardia. Conocida por su belleza, fue objeto de muchas pinturas. Watts Gallery Trust adquirió un hermoso retrato de Watts de ella en diciembre de 2016 (Art Fund, ACE/V&A Purchase Grant Fund y donantes). Inspirado por la adquisición, John Julius Norwich (un destacado historiador y nieto de Violet) donó más de 40 dibujos de Violet, incluidos un autorretrato y un retrato de Harry Cust. Se involucró en la escultura después de la muerte de su hijo mayor Robert en 1894. 

## Familia y primeros años
Marion Margaret Violet Lindsay nació el 7 de marzo de 1856 en una familia aristocrática, siendo la menor de tres hijos y la única hija del Excmo. Charles Hugh Lindsay y su esposa Emilia Anne Browne. Su padre era el hijo menor de James Lindsay, 24º conde de Crawford, mientras que su madre era hija de Montague Browne, el decano de Lismore.

## Matrimonio y muerte

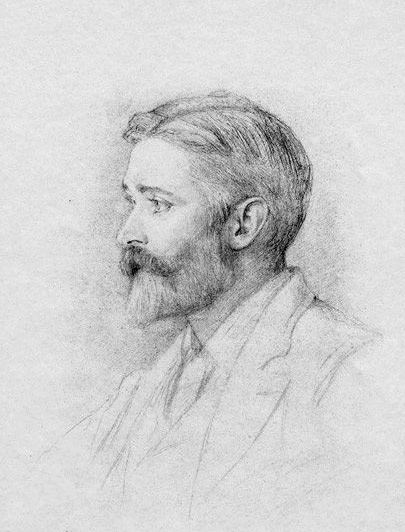
Henry Manners, de Violet Manners.

A la edad de 26 años, se casó con Henry Manners el 25 de noviembre de 1882, que era el único hijo y heredero de John Manners, séptimo duque de Rutland. El matrimonio tenían poco en común; el guapo Henry era un político conservador, mientras que Violet fue descrita como "bohemia". Ella le dio dos herederos varones, pero sus hijas segunda y tercera posiblemente fueron engendradas por otros: Lady Violet de Montagu Corry, 1.º barón Rowton y lady Diana de Harry Cust. La pareja también se movió en diferentes círculos sociales, ya que él disfrutaba cazando y ella perseguía más intereses intelectuales.
Henry se convirtió en el marqués de Granby en 1888. En 1906 sucedió a su padre como el octavo duque de Rutland; Lady Granby se convirtió en la duquesa de Rutland. Durante la Primera Guerra Mundial, la duquesa convirtió su casa de Londres en calle Arlington 16 en un hospital. Su hija Diana, una prominente socialité, era enfermera en la casa. El yerno de Violet, Hugo Charteris, Lord Elcho, murió durante la guerra, aunque su único hijo sobreviviente se libró de luchar en el frente.
El duque de Rutland murió en 1925, y fue sucedido en el ducado por su segundo y único hijo sobreviviente, John. La duquesa de Rutland murió el 22 de diciembre de 1937 y fue enterrada en el castillo de Belvoir, Leicestershire.

## Carrera como artista

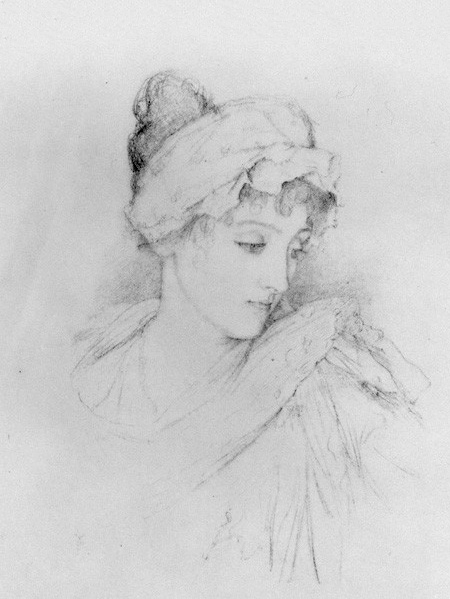
Litografía de Norah Lindsay de Violet Manners, 1897.

Violet fue educada en privado cuando era niña, y su familia alentó su interés en el arte. Si bien no tuvo capacitación formal como artista, pasó un período de tiempo significativo en una visita a Italia. En 1877, exhibió algunos de sus dibujos y esculturas en la Galería Grosvenor, que fue inaugurada por su prima Coutts Lindsay. Se consideraba una profesional, pero su rango y género la limitaban; muchos la consideraban simplemente una diletante. Sus trabajos más exitosos se centraron en representar a miembros de su círculo social. Durante su vida, las obras de Violet se exhibieron en las principales galerías de arte británicas, como la Royal Academy of Arts y la New Gallery, y también en el extranjero en los Estados Unidos y Francia. Ella exhibió su trabajo en el Palacio de Bellas Artes en la Exposición Colombina del Mundo de 1893 en Chicago, Illinois. En 1925, un comentario opinó que el estilo de Violet "es particularmente adecuado para la interpretación de la belleza y la elegancia femeninas, pero generalmente logra un éxito considerable en sus delineaciones de hombres".

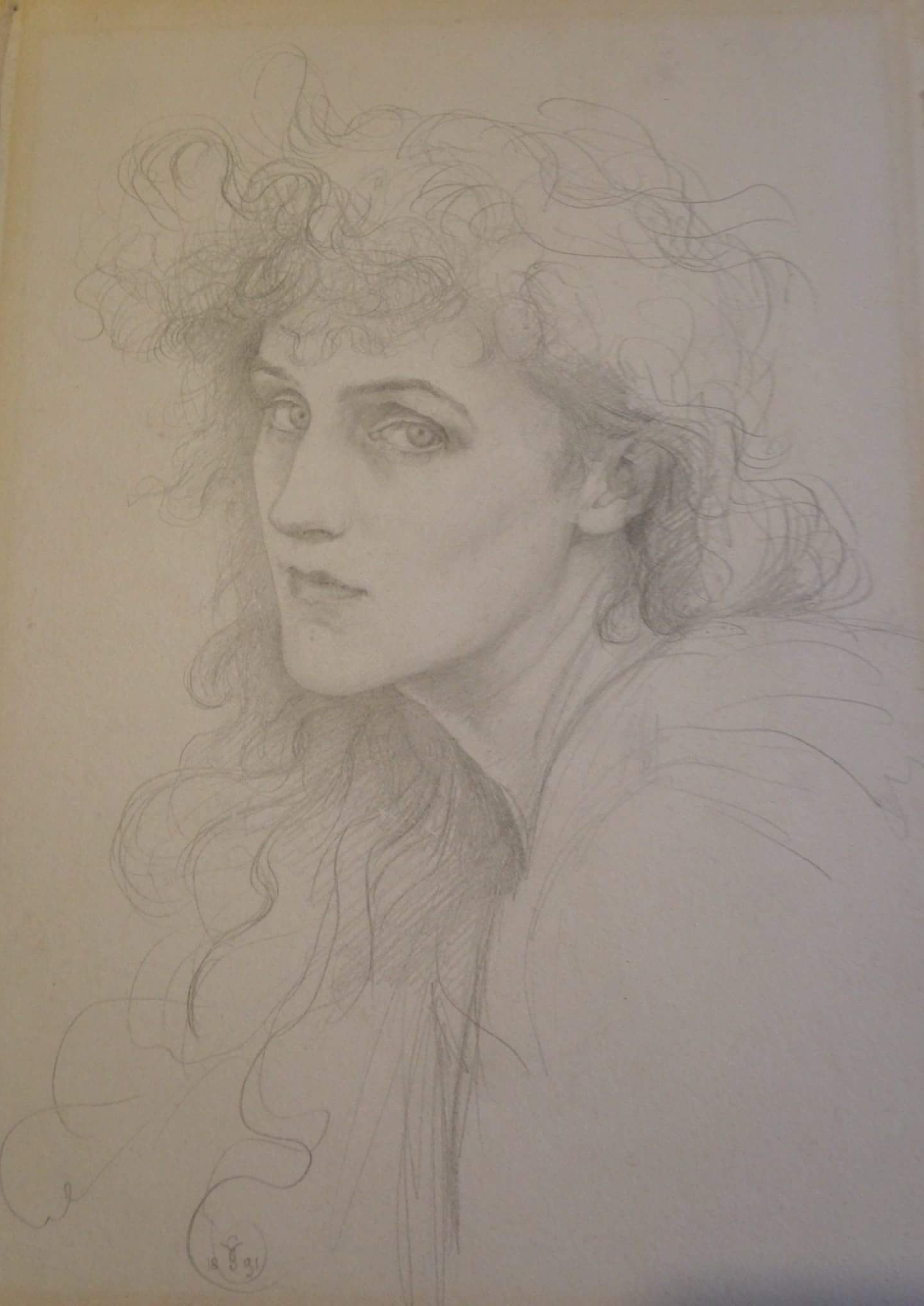
Autorretrato dibujo a lápiz de Violet, Duquesa de Rutland, 1891. Dotado por el nieto del artista, John Julius Norwich, a la Watts Gallery, Compton en 2016.

Violet era amiga del escultor escocés William Reid Dick y lo ayudó a obtener muchas comisiones aristocráticas. Después de la muerte de su hijo mayor en 1894 a la edad de nueve años, la afligida Violet comenzó a esculpir; una de sus obras fue exhibida en la tumba del niño en el castillo de Belvoir. Consideró que la base de otra estatua, que mostraba a su hijo y otros miembros de su familia, era su mejor trabajo. Lo mantuvo en su casa de Londres hasta 1937, cuando la Tate Gallery lo adquirió. En 1900, publicó Retratos de hombres y mujeres, una selección de retratos que representaban a miembros de su círculo social.
Violet era un miembro destacado de The Souls, un círculo social aristocrático que favorecía las búsquedas intelectuales y los gustos artísticos de vanguardia. Formado en la década de 1880, otros miembros incluyeron a Arthur Balfour y George Wyndham. La revista femenina contemporánea The Lady's Realm dijo que Violet era "la 'reina' reconocida de la sociedad", quien, como uno de sus miembros originales, poseía "belleza, [una] habilidad inusual en todas las habilidades artísticas, y [una] comprensión de las cuestiones sociales y económicas [que] la marcaron desde el principio como líder".

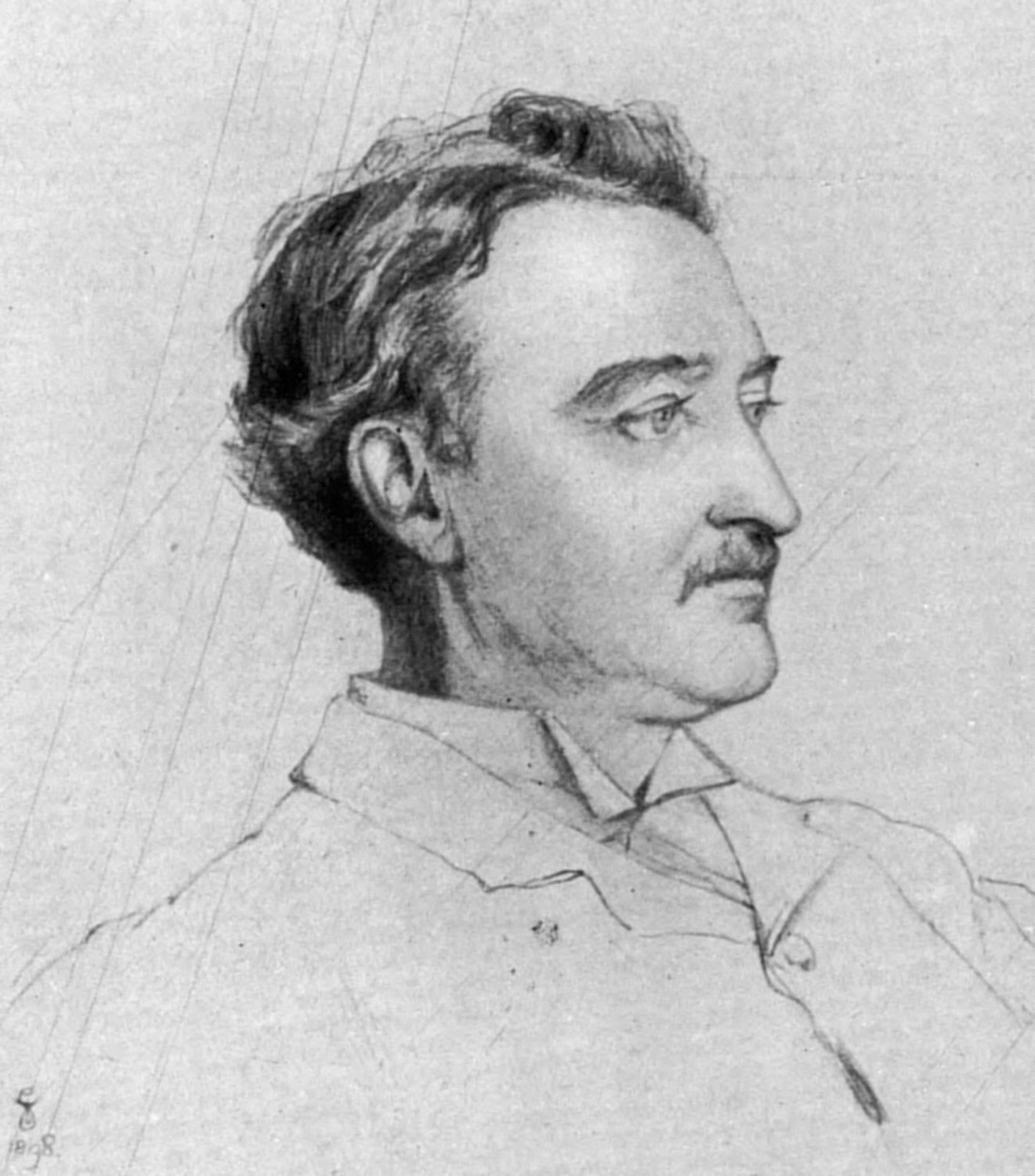
Boceto de Cecil Rhodes por Violet Manners.

Violet poseía una belleza notable, al igual que su hija Lady Diana. La duquesa fue pintada en numerosas ocasiones por James Jebusa Shannon y George Frederic Watts. La historiadora KD Reynolds escribe que su belleza "era del tipo más admirado por the Souls. Su cabello castaño rojizo, tez pálida, ojos encapuchados y una figura muy delgada se veían invariablemente deslumbrados por su ropa de estilo estético de colores desteñidos y vestidos suaves".
Mantuvo un estudio en la finca Rutland de Bute House. Después de la muerte de su esposo, Violet se mudó a Belgrave Square, Londres y construyó un nuevo estudio para trabajar en su arte. Ella continuó exhibiendo sus obras hasta su muerte; su última exposición fue en noviembre de 1937, y murió al mes siguiente después de una operación.

## Descendencia
Los duques de Rutland tuvieron cinco hijos:   
- Lady Victoria Marjorie Harriet Manners (1883–1946), se casó con Charles Paget, sexto marqués de Anglesey y tuvo varios hijos.
- Robert Charles John Manners, Lord Haddon (1885-1894), murió niño.
- John Henry Montagu Manners, noveno duque de Rutland (1886-1940), se casó con Kathleen Tennant y tuvo un hijo.
- Lady Violet Catherine Manners (1888–1971), se casó en primer lugar con Hugo Charteris, Lord Elcho, hijo de Hugo Charteris, 11.º conde de Wemyss y tuvo un hijo. Después, se casó en segundas nupcias con Guy Benson.
- Lady Diana Olivia Winifred Maud Manners (1892–1986).[nota 1] Se casó con Duff Cooper, primer vizconde de Norwich y tuvo un hijo.

### Trabajos citados
- Amisfield, Charteris, «Cooper , Diana Olivia Winifred Maud [Lady Diana Cooper], Viscountess Norwich (1892–1986)»,  (en inglés), Oxford Dictionary of National Biography, (requiere suscripción).
- Dakers, Caroline (1999). The Holland Park Circle: Artists and Victorian Society. Yale University Press. ISBN 0300081642.
- Debrett's Peerage, Baronetage, Knightage, and Companionage. Dean & Son. 1902.
- Khan, Urmee (6 de abril de 2009). «Allegra Huston Speaks of the Shock at Discovering She was the Love Child of a Lord». The Daily Telegraph. Consultado el 29 de abril de 2014.
- «The Souls: A Lost Society». The Lady's Realm (Hutchinson and Co) 22. 1907.
- Reynolds, K.D., «Manners, (Marion Margaret) Violet, duchess of Rutland (1856–1937)»,  (en inglés), Oxford Dictionary of National Biography, (requiere suscripción).
- Wardleworth, Dennis (2013). William Reid Dick, sculptor. Ashgate Publishing. ISBN 1409439712.
- Watters, Tamie (2011). «Souls, The».  En Mitchell, Sally, ed. Victorian Britain: An Encyclopedia. Routledge. p. 743. ISBN 0415668514.